# Muriel Viejo
Muriel Viejo és un municipi de la província de Sòria, a la comunitat autònoma de Castella i Lleó. Pertany a la comarca de Pinares.